# Bałtycka Ukraina
Bałtycka Ukraina – koncepcja obecności gospodarczej, społecznej, politycznej i ekologicznej Ukrainy, zainicjowana w 2007 roku przez Zarząd Portu Morskiego w Elblągu przy współpracy z kijowskim tygodnikiem „Dzerkało Tyżnia”, Uniwersytetem Bałtyckim w Uppsali i samorządami zachodniej Ukrainy.
Inspiracją dla sformułowania koncepcji „Bałtyckiej Ukrainy” była działalność Uniwersytetu Bałtyckiego w Uppsali (Szwecja). Szwedzcy naukowcy promują tezę mówiącą o tym, że granice regionu Morza Bałtyckiego wykraczają poza terytoria państw nadbrzeżnych i w przybliżeniu pokrywają się z granicami zlewiska Bałtyku. Stąd też jest uprawnione uznanie za kraje bałtyckie nie tylko dziewięciu państw nadbrzeżnych, ale również część terytoriów pięciu państw peryferyjnych: Czech, Słowacji, Ukrainy, Białorusi i Norwegii. Niektóre regiony tych krajów są powiązane z Bałtykiem gospodarczo, społecznie, historycznie i ekologicznie (wpływ górnych odcinków rzek oraz zanieczyszczeń powietrza z tych krajów na czystość Bałtyku), co uzasadnia włączenie ich do zinstytucjonalizowanej współpracy bałtyckiej i dalszy rozwój tej współpracy.
Inicjatywa Bałtycka Ukraina przewiduje między innymi:
- utworzenie ukraińskiego kompleksu portowego na terenie Portu Elbląg, w powiązaniu z budową Kanału przez Mierzeję Wiślaną[2]
- przystąpienie Ukrainy do Konwencji Helsińskiej[3]
- pomoc finansową wspólnoty międzynarodowej dla budowy oczyszczalni ścieków w tej części Ukrainy, która leży w zlewisku Bałtyku
- współpracę zachodnioukraińskich miast i obwodów z Euroregionem Bałtyk.